# 1831 w sztukach plastycznych
Wydarzenia w sztukach plastycznych i wizualnych w 1831 roku.

## Urodzeni
- 23 lutego – Hendrik Willem Mesdag (zm. 1915), holenderski malarz i kolekcjoner
- 27 lutego - Nikołaj Gay (zm. 1894), rosyjski malarz
- 12 marca - Benjamin Williams Leader (zm. 1923), angielski malarz
- 20 marca - Theodor Aman (zm. 1891), rumuński malarz ormiańskiego pochodzenia
- 1 kwietnia - Albert Anker (zm. 1910), szwajcarski malarz i grafik
- 2 maja - Johannes Bochenek (zm. 1909), niemiecki malarz
- 28 maja - Władysław Bakałowicz (zm. 1904), polski malarz
- 18 czerwca - Peter Nicolai Arbo (zm. 1892), norweski malarz
- 1 lipca - Wojciech Gerson (zm. 1901), polski malarz, historyk sztuki, tłumacz i pedagog
- 15 lipca - Reinhold Begas (zm. 1911), niemiecki rzeźbiarz i malarz
- 7 września - Alexandre Falguière (zm. 1900), francuski rzeźbiarz i malarz
- 31 października - Paul Durand-Ruel (zm. 1922), francuski marszand i kolekcjoner
- 17 listopada - Adelaide Ironside (zm. 1867), australijska malarka, pisarka i poetka
- 22 listopada - Léopold Flameng (zm. 1911),  francuski malarz, rytownik i ilustrator
- 8 grudnia - John Brett (zm. 1902), brytyjski malarz
- Józef Balukiewicz (zm. 1907), polski malarz
- Lazaros Fytalis (zm. 1909), grecki rzeźbiarz

## Zmarli
- 2 lutego – Vincenzo Dimech (ur. 1761), maltański rzeźbiarz
- 22 marca - John Warwick Smith (ur. 1749), angielski malarz
- 24 maja - James Peale (ur. 1749), amerykański malarz
- 4 września - Józef Peszka (ur. 1767), polski malarz
- 5 listopada - Johan Frederik Clemens (ur. 1748), duński malarz